# Georg-Hans Reinhardt

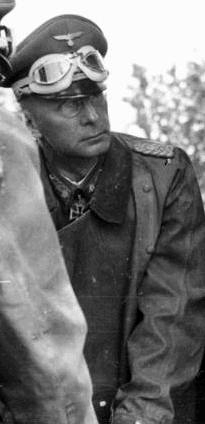
Georg-Hans Reinhardt (1941)

Georg-Hans Reinhardt (* 1. März 1887 in Bautzen; † 24. November 1963 am Tegernsee) war ein deutscher Heeresoffizier (seit 1942 Generaloberst) der in der Sächsischen Armee, der Reichswehr und in der Wehrmacht diente. Im Nürnberger OKW-Prozess wurde er 1948 wegen Kriegsverbrechen und Verbrechen gegen die Menschlichkeit verurteilt.

## Biografie
Georg-Hans Reinhardt war der Sohn des Bankiers Georg Reinhardt und dessen Ehefrau Lisbeth, geborene Marbach. Er besuchte in seiner Heimatstadt das Gymnasium und legte dort das Abitur ab. Schon bald darauf trat er am 25. März 1907 als Fahnenjunker in das 8. Infanterie-Regiment „Prinz Johann Georg“ Nr. 107 der Sächsischen Armee in Leipzig ein. Er avancierte 1908 zum Leutnant und wurde im Januar 1912 auch Gerichtsoffizier im III. Bataillon. Nur kurzzeitig diente er während einer Abkommandierung im 2. Ulanen-Regiment Nr. 18 von November 1912 bis Februar 1913 nicht in der Infanterie. Solche Kommandierungen waren damals üblich, um den Horizont der jungen Offiziere über ihre eigene Waffengattung hinaus zu erweitern. Im Juli 1913 erlangte Reinhardt schließlich den Posten des Regimentsadjutanten.
Es folgte Beförderung zum Oberleutnant, bevor der Erste Weltkrieg ausbrach. Dort kämpfte er zunächst in Frankreich und später an der Ostfront. Neben beiden Klassen des Eisernen Kreuzes wurde Reinhardt am 22. August 1915 mit dem Ritterkreuz des Militär-St.-Heinrichs-Ordens beliehen, sowie am 30. August 1918 mit dem Ritterkreuz des Königlichen Hausordens von Hohenzollern mit Schwertern ausgezeichnet. Bei Kriegsende war er Hauptmann und Erster Generalstabsoffizier (Ia) der 192. Infanterie-Division (8. Königlich Sächsische). Anschließend war er bei der Grenzjägerbrigade 19 tätig und wurde am 16. Mai 1920 in die Reichswehr übernommen. Es folgten verschiedene Verwendungen und 1928 wurde er ins Reichswehrministerium kommandiert, wo er in der Heeres-Ausbildungsabteilung (T 4) tätig war. 1932 wurde er dann als Oberstleutnant Bataillonskommandeur im 10. (Sächs.) Infanterie-Regiment, 1933 für wenige Monate Chef des Stabes der 4. Division. Im Herbst 1933 kehrte er ins Reichswehrministerium zurück, wo er Chef der Heeres-Ausbildungsabteilung wurde. Als solcher wurde er am 1. Februar 1934 zum Oberst und am 1. April 1937 zum Generalmajor befördert.
Am 12. Oktober 1937 wurde er Kommandeur der 1. Schützen-Brigade der 1. Panzer-Division, am 10. November 1938 übernahm er das Kommando über die 4. Panzer-Division. Für die Leistungen seiner Division während des Überfalls auf Polen, der den Beginn des Zweiten Weltkriegs markierte, wurde ihm am 27. Oktober 1939 das Ritterkreuz des Eisernen Kreuzes verliehen, nachdem er am 1. Oktober 1939 zum Generalleutnant befördert worden war. Am 15. Februar 1940 erfolgte seine Ernennung zum Kommandierenden General des XXXXI. Armeekorps (mot.), das er im Westfeldzug führte. Für die Leistungen des Korps beim Durchbruch durch die Ardennen und den Vorstoß zum Ärmelkanal wurde er am 1. Juni zum General der Panzertruppe befördert. Reinhardt nahm Anfang 1941 mit seinem Korps auch am Balkanfeldzug teil.
Ab Juni 1941 führte Reinhardt das XXXXI. Armeekorps im Russlandfeldzug bis vor Leningrad. Am 5. Oktober 1941 übernahm er dann die Panzergruppe 3, die ab 1942 3. Panzerarmee hieß. Mit dieser nahm er an der Schlacht um Moskau teil. Nachdem ihm am 17. Februar 1942 für die Leistungen der Panzerarmee während der Abwehrschlachten im Winter 1941/42 das Eichenlaub zum Ritterkreuz verliehen worden war, wurde er Mitte März mit Wirkung vom 1. Januar zum Generaloberst befördert. Mit seiner Panzerarmee bildete er 1942 und 1943 den Nordflügel der Heeresgruppe Mitte im Raum nördlich von Smolensk und führte dort im Winter 1943/44 erfolgreiche Abwehrkämpfe. Hierfür erhielt er am 26. Mai 1944 die Schwerter zum Ritterkreuz verliehen. Wie die gesamte Heeresgruppe Mitte war jedoch die inzwischen stark geschwächte 3. Panzerarmee der sowjetischen Sommeroffensive („Operation Bagration“) nicht gewachsen. Große Teile dieser Armee wurden bei der Verteidigung der Region um die Stadt Witebsk gefangen genommen oder aufgerieben.
Am 16. August 1944 wurde Reinhardt als Nachfolger des in den Westen versetzten Walter Model Oberbefehlshaber der Heeresgruppe Mitte. Es gelang Reinhardt, nach den verheerenden Verlusten des Sommers an der ostpreußischen Grenze wieder eine Front aufzubauen. Am 26. Januar 1945 wurde er nach dem Zusammenbruch der Front an der Weichsel und nach Meinungsverschiedenheiten mit Adolf Hitler seines Kommandos enthoben und in die Führerreserve versetzt.

### Verurteilung wegen Kriegsverbrechen
Im Juni 1945 wurde Reinhardt von der US-amerikanischen Armee verhaftet und im Nürnberger OKW-Prozess am 27. Oktober 1948 nach den Anklagepunkten II und III wegen Kriegsverbrechen und Verbrechen gegen die Menschlichkeit zu fünfzehn Jahren Haft verurteilt. Das Gericht hielt den Nachweis individueller Schuld (wegen Ausarbeitung und Anordnung von verbrecherischen Befehlen wie dem Kommissarbefehl und dem Kommandobefehl, wegen Verbrechen an Kriegsgefangenen und Zivilisten, wegen der Verschleppung von Zivilisten zur Zwangsarbeit und wegen Beteiligung oder Unterstützung der Einsatzgruppen bei Judenmorden im Osten) für erbracht.
1952 wurde Reinhardt aus dem amerikanischen Kriegsverbrechergefängnis Landsberg aus humanitären Gründen auf Bewährung vorzeitig entlassen, da seine Tochter einen psychotischen Zusammenbruch erlitten und einen Selbstmordversuch begangen hatte. Konrad Adenauer empfing im selben Jahr Reinhardt und andere „soldatische Symbolfiguren“, um die Freilassung weiterer Verurteilter anzumahnen und auf die heftige Kritik an der im Überleitungsvertrag paraphierten Kriegsverbrecherregelung einzugehen.

## Nachkriegsjahre
Ab 1954 übernahm er den Vorsitz der Gesellschaft für Wehrkunde und verfasste zahlreiche Denkschriften. Als offizielle Anerkennung für diese Arbeit wurde ihm am 24. November 1962 das Große Verdienstkreuz des Verdienstordens der Bundesrepublik Deutschland verliehen.

## Auszeichnungen (Auswahl)
- Ritterkreuz des Eisernen Kreuzes am 27. Oktober 1939[4]
- Ritterkreuz mit Eichenlaub am 17. Februar 1942
- Ritterkreuz mit Schwertern am 26. Mai 1944
- Großes Verdienstkreuz des Verdienstordens der Bundesrepublik Deutschland am 24. November 1962.